# Embalse de Moussodougou
El embalse de Moussodougou, también conocido como embalse de Comoé, se encuentra en el río Comoé, en el departamento de Moussodougou, en el extremo nororiental de la provincia de Comoé, en la región de las Cascadas, en Burkina Faso.
La presa fue construida en 1991 por el estado burkinés, con financiación francesa, con tres objetivos. 
En primer lugar, la irrigación de los cultivos de caña de azúcar en la llanura de Comoé o de Karfiguéla, también conocida como llanura azucarera de la SN-SOSUCO, donde se expropiaron 10.000 hectáreas de terreno para el cultivo de la caña de azúcar, aunque finalmente solo se han explotado 300 hectáreas al este de la población de Karfiguéla, a unos 16 km de la presa. Con el mismo fin se han construido otros dos pantanos, el embalse de Bodadiougou (6 millones de m³), en el río Lobi, y el embalse de Toussiana (6,1 millones de m³), en el río Yannon, afluentes del Comoé. En la zona de los cultivos se han construido además dos grandes embalses para abastecer las bombas de riego, el lago de Karfiguéla (800.000 m³) y el lago de Lémourougoudou (400.000 m³). Muy cerca se encuentra el lago natural de Tengrela, conocido en la región por sus hipopótamos.
En segundo lugar, proporcionar agua potable a la ciudad de Banfora. 
En tercer lugar, potenciar la ganadería, la horticultura y el cultivo de arroz, aunque la escasez de agua durante la época seca y la protección de las riberas del río Comoé hacen difíciles estos proyectos. La pesca, que era otra de las industrias previstas, carece de tradición pesquera en una región poco poblada y tradicionalmente ganadera.
En 2011 se puso en marcha un proyecto de impermeabilización de la presa, que empezaba a perder agua por el dique de tierra. La aparición de grietas a ambos lados de la presa ponía en peligro no solo los cultivos de caña sino muchas vidas humanas en un lugar con unas precipitaciones media de más de 1000 mm anuales, concentradas entre los meses de julio y septiembre.